# Mohamed Ouamar Ghrib
Mohamed Ouamar Ghrib (محمد وعمر غريب) (né le 24 janvier 1960 à Alger en Algérie) est un footballeur international algérien, qui évoluait au poste de milieu de terrain.
Il compte 9 sélections en équipe nationale entre 1980 et 1981.

## Biographie
Avec l'équipe d'Algérie, il a disputé 9 matchs (pour deux buts inscrits) entre le 31 mai 1980 et le 20 septembre 1981, et il a notamment participé à la CAN de 1980 ainsi qu'aux JO de 1980.

## Palmarès
Algérie
- Coupe d'Afrique des nations :
  - Finaliste : 1980.